# Saint-Célerin
Saint-Célerin è un comune francese di 881 abitanti situato nel dipartimento della Sarthe nella regione dei Paesi della Loira.

## Società

### Evoluzione demografica
Abitanti censiti